# Kopalnia Węgla Kamiennego Jowisz

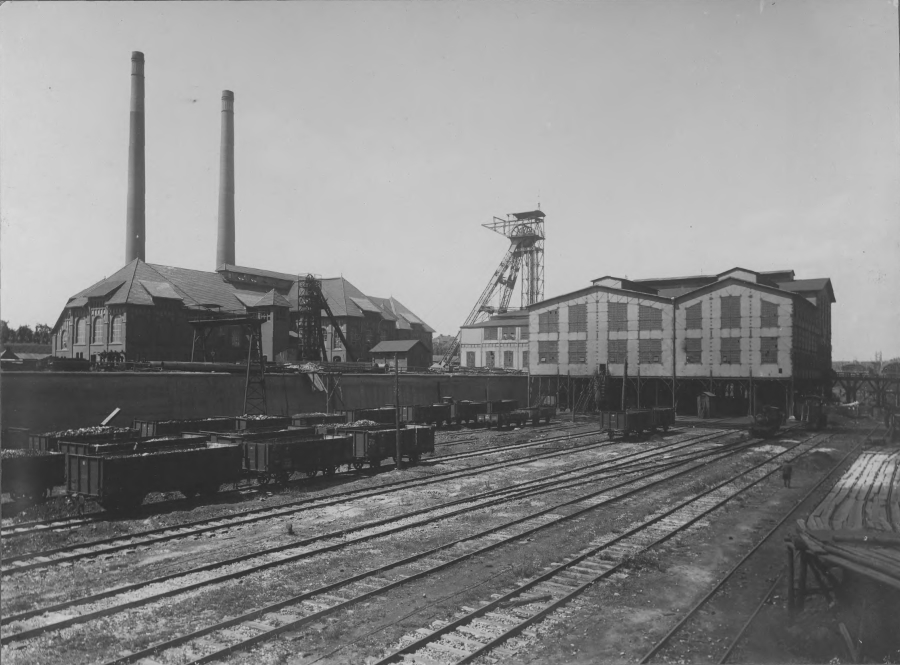
Steinkohlenbergwerk Jowisz, Schächte Karol und Edward vor 1931

Das Steinkohlenbergwerk Jowisz (poln. Kopalnia Węgla Kamiennego Jowisz; deutsche Bezeichnung Jupiter) ist ein stillgelegtes Steinkohlenbergwerk im schlesischen Wojkowice, Polen.

## Geschichte
Die Gründung der Zeche Jupiter/Jowisz erfolgte durch Textilunternehmer aus Łódź, die schon erfolgreich die benachbarte Schachtanlage Saturn betrieben. Diese Gesellschaft trug später den Namen „Gewerkschaft Saturn“ (Towarzystwo Saturn). Zunächst wurde nur Geld für den Erwerb der Berechtsame bereitgestellt. In den Jahren 1902–1907 führte der polnischen Bergbauingenieur Henry Czeczot im Gebiet der Ortschaft Wojkowice Probebohrungen durch und bestätigte die Existenz von Kohlevorkommen.

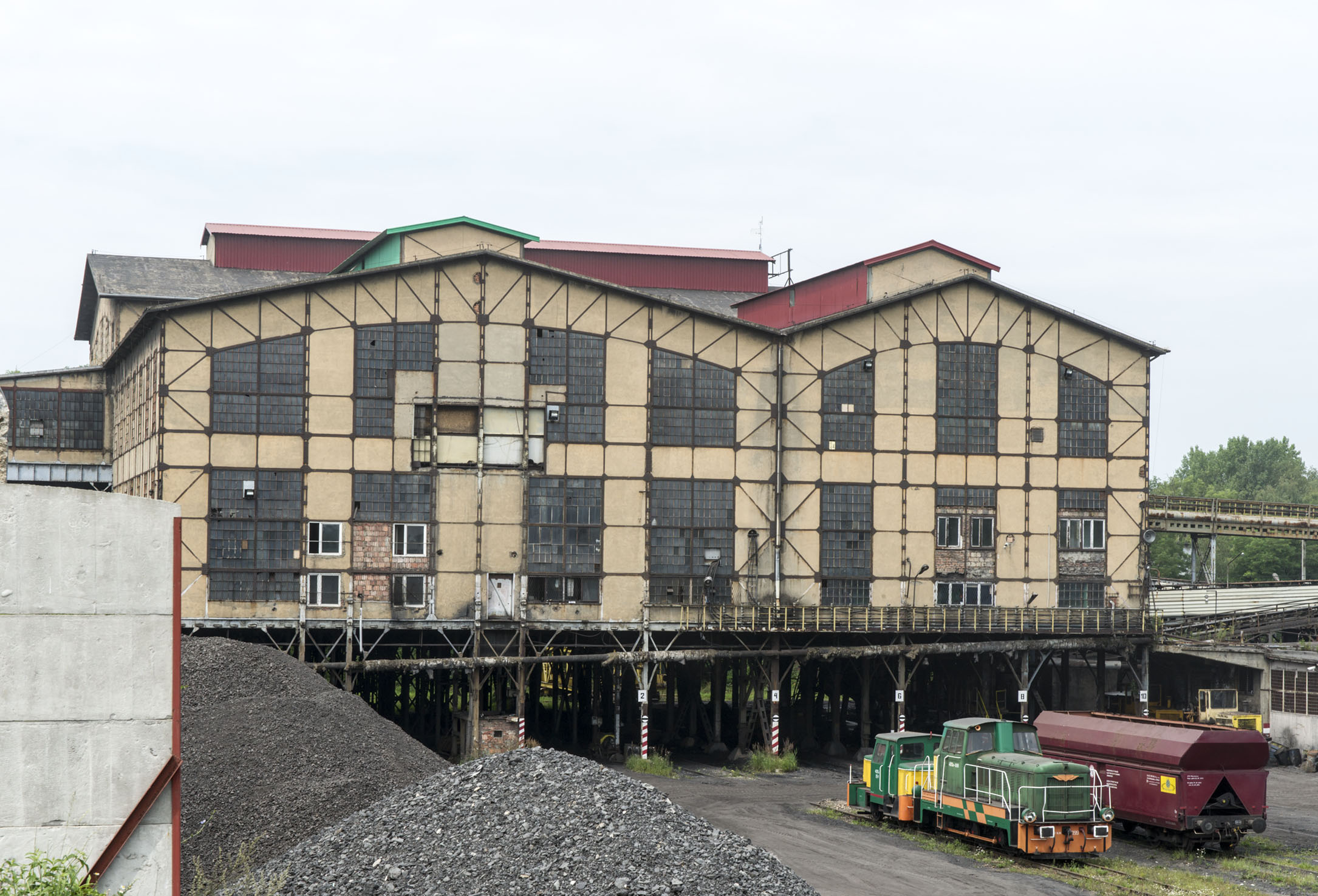
Verladung KWK Jowisz

Im Jahr 1907 begann man mit dem Abteufen der Schächte „Karol“ (Schachtdurchmesser 5,5 m) und „Edward“ (6,5 m). Die Eröffnung fand im Jahre 1910 statt und zwei Jahre später, am 26. November 1912, wurde die erste Tonne Kohle abgebaut. Im Ersten Weltkrieg zerstörten deutsche Truppen 1914 die Befahrungseinrichtungen; trotzdem konnte die Produktion nach vier Monaten wieder aufgenommen werden.
Im Rahmen von Modernisierungsmaßnahmen kamen bei den Tagesanlagen Förderbänder zum Einsatz. So wurde 1915–1917 eine Sortierung errichtet und das Bergwerk durch eine Normalspurbahnlinie mit der Station Grodziec verbunden. Dadurch gelang es, das Bergwerk im Jahr 1918 mit etwa 150.000 t Kohle zu einem Marktführer im Industriegebiet Oberschlesien zu machen. Die Weltwirtschaftskrise machte auch vor dem KWK Jowisz nicht halt. Es kam zu Kurzarbeit und einem massiven Beschäftigtenabbau. Um der wirtschaftlichen Not zu entgehen, wurde an mehreren Stellen im Tagebau Kohle illegal abgebaut.
Während des Zweiten Weltkriegs (ab Ende 1941) wurde die Zeche von der Preussag übernommen und der Name des Bergwerks in Jupiter geändert. Neben Kriegsgefangenen wurden auch Bergarbeiter aus Italien beschäftigt.

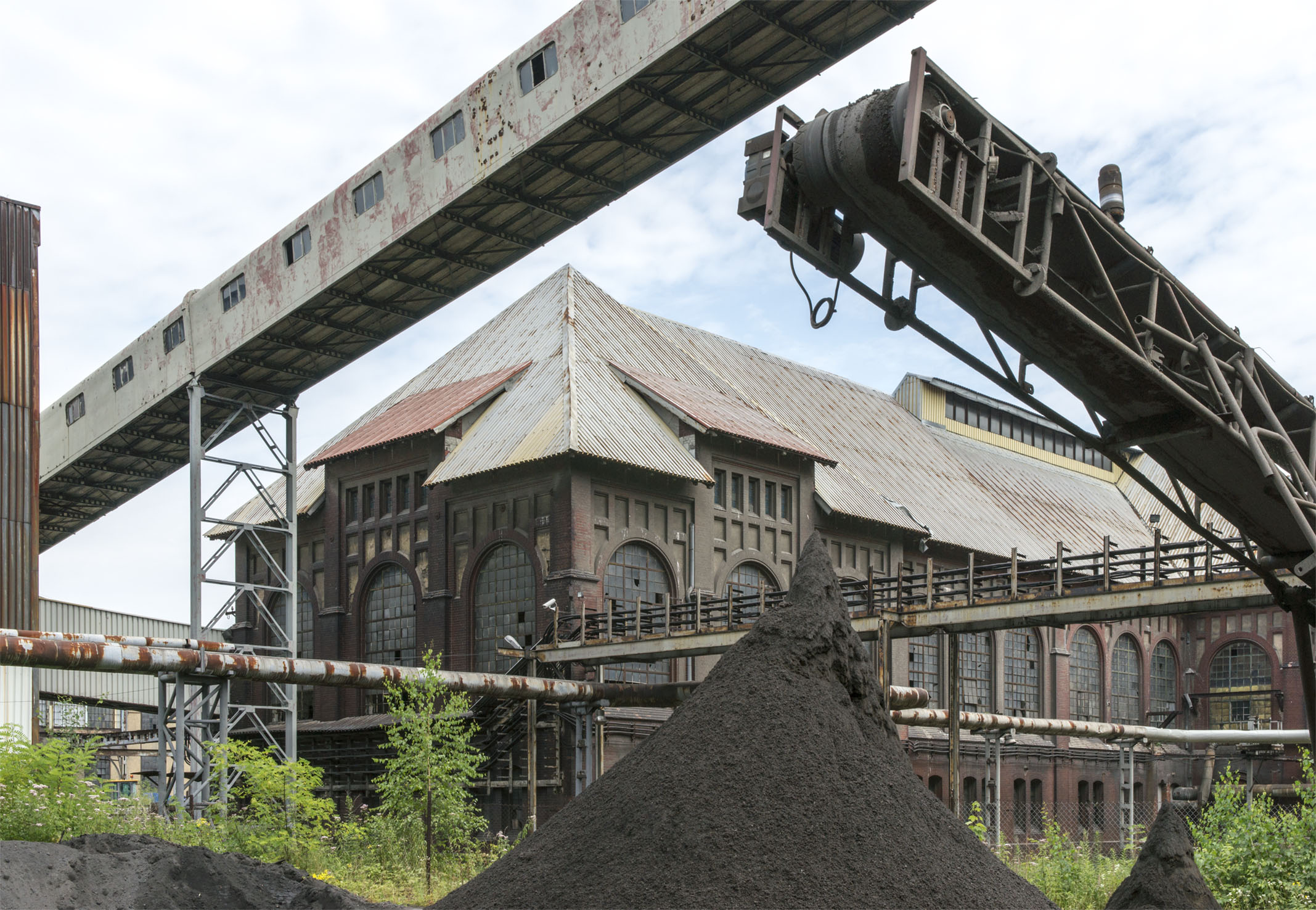
Kohlentransport übertage

Nach dem Krieg wurde das Bergwerk verstaatlicht und in die Vereinigung der Kohlenindustrie von Dombrowa in Sosnowiec integriert. Es verfügte neben den beiden Schächten „Edward“ und „Karol“ noch über die Außenanlagen „Alfred“ und „Alfons“. Durch eine massive Mechanisierung des Kohleabbaus konnte ab 1951 eine jährliche Förderung von mehr als einer Million Tonnen Kohle erreicht werden.
In den 1990er Jahren gab es in der Organisations- und Betriebsstruktur zahlreiche Umbrüche.
- Die Zakład Górniczy „Wojkowice“ Sp. z o.o. betrieb mit 1.200 Mitarbeitern eine Steinkohlengewinnung auf der Fläche von 4,3 km².
- Das Wärme- und Elektrokraftwerk wurde durch die „Wojzec“ Sp. z oo betrieben.
- Daneben gab es noch Handels- und Dienstleistungsgesellschaften, von denen eine die Aufgabe hatte, die Liquidierung des Bergwerks voranzutreiben.

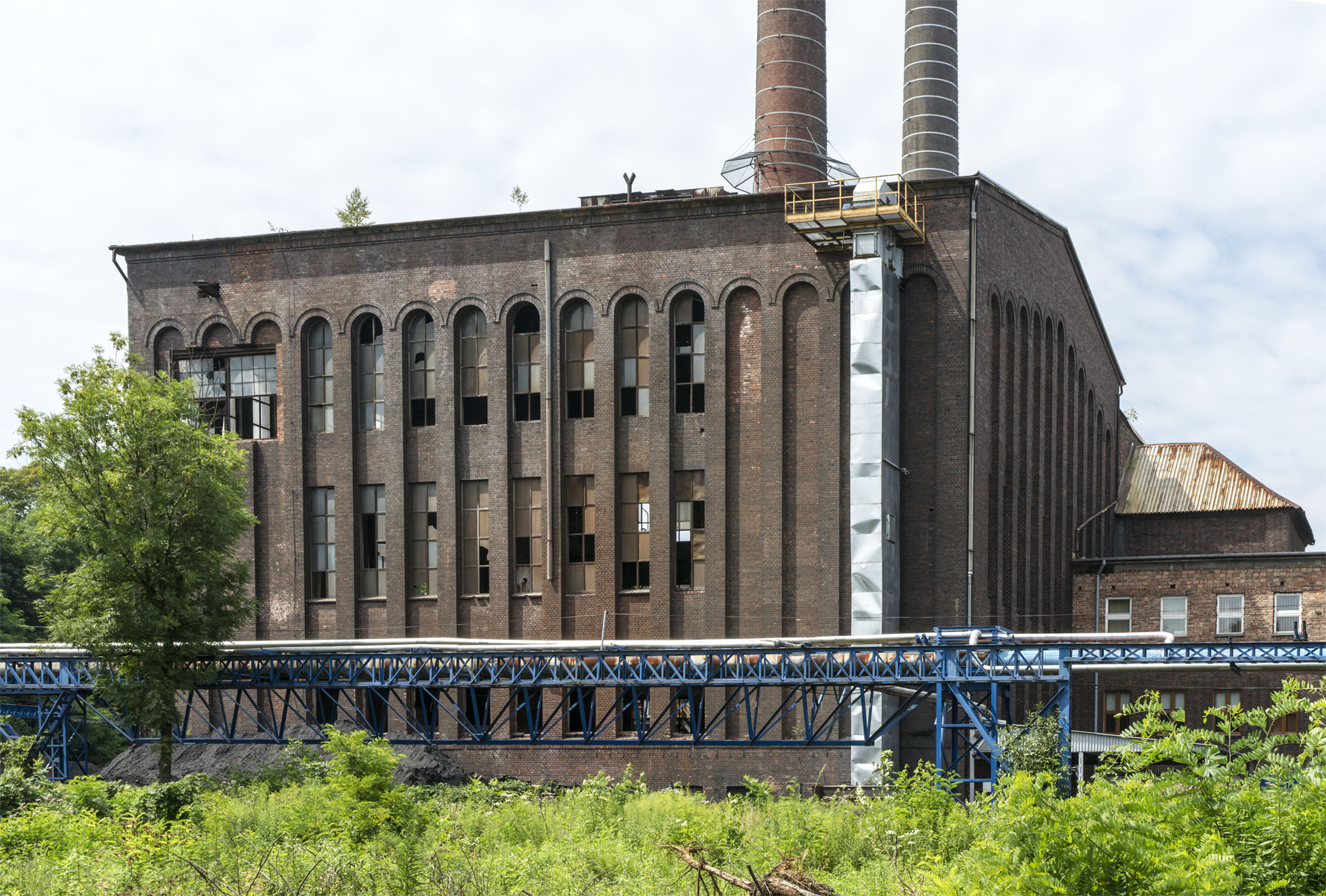
KWK Jowisz Kraftwerk

Dass die privat betriebene Gewerkschaft „Wojkowice“ kein Erfolg beschieden war, ist hauptsächlich darauf zurückzuführen, dass das kurz zuvor erschlossene Flöz „620“ aufgrund zahlreicher geologischer Störungen keinen Abbau in breiter Front ermöglichte. Auch mussten aus Gründen des Hochwasserschutzes für die Bäche Brynica und Jaworznik bedeutende Sicherheitspfeiler stehengelassen werden. Die letzte Tonne Kohle wurde im Jahr 2000 abgebaut und sechs Jahre später das Bergwerk geschlossen. 531 Mitarbeiter, d. h. 47 % des Personalbestands, fanden auf den Nachbarbergwerken eine Weiterbeschäftigung.

## Förderzahlen
1913: 19.520 t; 1938: 496.214 t; 1970: 1,79 Mio. t; 1979: 1,97 Mio. t